# Espresso (canção)
"Espresso" é uma canção da cantora estadunidense Sabrina Carpenter, gravada para seu sexto álbum de estúdio, Short n' Sweet (2024). Carpenter escreveu a canção juntamente com Amy Allen, Steph Jones e Julian Bunetta, sendo produzida por este último. A faixa foi lançada como single em 11 de abril de 2024, através da Island Records. Um vídeo musical dirigido por Dave Meyers para "Espresso" foi lançado no dia seguinte.
"Espresso" recebeu indicações ao Grammy de Gravação do Ano e Melhor Performance Pop Solo na 67.ª edição do Grammy Awards, vencendo o segundo.

## Faixas e formatos
| Download digital / streaming |            |         |  |
| N.º                          | Título     | Duração |  |
| 1.                           | "Espresso" | 2:55    |  |

| Fita cassete / vinil de 7" polegadas |                          |         |  |
| N.º                                  | Título                   | Duração |  |
| 1.                                   | "Espresso"               |         |  |
| 2.                                   | "Espresso" (on vacation) |         |  |

## Desempenho comercial
Nos Estados Unidos, "Espresso" estreou na sétima posição da Billboard Hot 100 na semana de 27 de abril de 2024, tornando-se o primeiro single top 10 e a estreia mais bem-sucedida de Carpenter na parada.

### Paradas semanais
| País – parada (2024)                          | Maior posição |
| --------------------------------------------- | ------------- |
| Alemanha (Offizielle Deutsche Charts)         | 26            |
| Arábia Saudita (IFPI)                         | 9             |
| Argentina (Argentina Hot 100)                 | 99            |
| Austrália (ARIA)                              | 2             |
| Áustria (Ö3 Austria Top 75)                   | 29            |
| Bélgica (Ultratop 50 da Valônia)              | 44            |
| Bélgica (Ultratop 50 de Flandres)             | 26            |
| Brasil (Billboard Brasil Hot 100)             | 70            |
| Canadá (Canadian Hot 100)                     | 7             |
| Comunidade dos Estados Independentes (Tophit) | 86            |
| Coreia do Sul (Circle BGM Chart)              | 76            |
| Coreia do Sul (Circle Download Chart)         | 158           |
| Croácia (Billboard)                           | 25            |
| Dinamarca (Hitlisten)                         | 13            |
| Emirados Árabes Unidos (IFPI)                 | 5             |
| Eslováquia (Singles Digitál Top 100)          | 33            |
| Estados Unidos (Billboard Hot 100)            | 4             |
| Estados Unidos (Billboard Mainstream Top 40)  | 20            |
| Estônia (Tophit Airplay)                      | 43            |
| Filipinas (Billboard)                         | 24            |
| Finlândia (Suomen virallinen lista)           | 19            |
| França (SNEP)                                 | 28            |
| Grécia (IFPI International)                   | 8             |
| Irlanda (IRMA)                                | 1             |
| Itália (FIMI)                                 | 84            |
| Japão (Billboard Japan Hot Overseas)          | 2             |
| Letônia (LAIPA)                               | 10            |
| Lituânia (AGATA)                              | 2             |
| Luxemburgo (Billboard)                        | 20            |
| Malásia (Billboard)                           | 9             |
| Malásia (RIM International)                   | 10            |
| MENA (IFPI)                                   | 4             |
| Mundo (Billboard Global 200)                  | 2             |
| Noruega (VG-lista)                            | 6             |
| Nova Zelândia (Recorded Music NZ)             | 2             |
| Países Baixos (Dutch Top 40)                  | 33            |
| Países Baixos (Single Top 100)                | 11            |
| Polônia (Single w streamie)                   | 38            |
| Portugal (AFP)                                | 21            |
| Reino Unido (UK Singles Chart)                | 1             |
| República Checa (Singles Digitál Top 100)     | 47            |
| Singapura (RIAS)                              | 3             |
| Suécia (Sverigetopplistan)                    | 10            |
| Suíça (Schweizer Hitparade)                   | 10            |

## Histórico de lançamento
| Região         | Data                  | Formato(s)                    | Gravadora | Ref.   |
| -------------- | --------------------- | ----------------------------- | --------- | ------ |
| Várias         | 11 de abril de 2024   | Download digital streaming    | Island    | [ 2 ]  |
| Canadá         | 7 de junho de 2024    | Vinil de 7" polegadas         | Universal | [ 49 ] |
| Espanha        | 7 de junho de 2024    | Vinil de 7" polegadas         | Universal | [ 50 ] |
| Estados Unidos | 7 de junho de 2024    | Cassete vinil de 7" polegadas | Island    | [ 3 ]  |
| Reino Unido    | 7 de junho de 2024    | Cassete vinil de 7" polegadas | Polydor   | [ 51 ] |
| Brasil         | 6 de setembro de 2024 | Vinil de 7" polegadas         | Universal | [ 52 ] |